# Keepers of the Quaich
Keepers of the Quaich (deutsch: „Hüter der Schale“) ist eine in Schottland ansässige, international tätige Vereinigung, deren Aufgabe in der Pflege, Wahrung und Förderung der schottischen Whisky-Kultur besteht. Bislang wurden etwa 2800 Mitglieder aufgenommen, die aus über 100 verschiedenen Staaten stammen. Mitglied wird man nur auf Einladung.

## Geschichte
Die Vereinigung wurde 1988 von den in der Whiskybranche tätigen Unternehmen Ballantine’s, Chivas Brothers, Edrington, Justerini & Brooks und United Distillers (heute: Diageo) gegründet. Vorbild war die französische Bruderschaft Confrérie des Chevaliers du Tastevin. Die Gründung war eine Reaktion auf den Niedergang der schottischen Whiskyindustrie in den 1980er Jahren. Ziel der Gründung war es, das Ansehen und die Standards eines der wichtigsten schottischen Exportgüter zu befördern, und die Einzigartigkeit, Tradition und Qualität des schottischen Whiskys daheim in Schottland und in den weltweiten Märkten zu verbreiten.
Außer den fünf genannten Gründungsmitgliedern (Founding Partners) wird die Vereinigung heute auch noch von folgenden Unternehmen (Corporate Members) mitgetragen: Beam Suntory, The BenRiach Distillery, Berry Bros & Rudd, John Dewar & Sons, Distell International, The Glenmorangie Company, Gordon & MacPhail, J & G Grant, William Grant & Sons, Inver House Distillers, Ian Macleod Distillers, Signatory Vintage Scotch Whisky sowie Whyte & Mackay.

## Mitgliedschaft
Die Keepers of the Quaich ehren Personen, die sich (durch eine mindestens siebenjährige Tätigkeit) um die schottische Whiskykultur verdient gemacht haben, durch die Verleihung des Titels Keeper oder (nach mindestens zehnjähriger Mitgliedschaft als Keeper) Master of the Quaich. Durch die Annahme der Ernennung zum Keeper und das Ablegen eines entsprechenden Treueversprechens wird man zum Mitglied der Vereinigung.
Man kann sich nicht selbst um Aufnahme bewerben, sondern muss von mindestens zwei Mitgliedern vorgeschlagen werden. Die vorschlagenden Mitglieder müssen für die durch die Ernennung entstehenden Kosten aufkommen. Die Ernennung erfolgt im Rahmen einer feierlichen Zeremonie, die zweimal jährlich auf Blair Castle in der schottischen Region Perth und Kinross stattfindet, geht mit der Verleihung einer ordensähnlichen Medaille einher und gilt auf Lebenszeit.
Die Ernennung zum Keeper (oder Master) gilt als die höchste Ehrung, die innerhalb der schottischen Whiskykultur vergeben wird und entspricht in ihrer Bedeutung einer Ordensverleihung.
Zu den bekanntesten Mitgliedern gehören der frühere US-Präsident Ronald Reagan, der britische König Charles III. und der schottische Schauspieler Sean Connery.
Ein prominentes deutsches Mitglied ist der auch als „Whisky-Vikar“ bekannte katholische Priester Wolfgang F. Rothe.

## Organisation
Die Keepers of the Quaich werden von einem bis zu zehnköpfigen Management Committee geleitet, an dessen Spitze ein Chairman (Vorsitzender), ein Treasurer (Schatzmeister) und ein Director (Verwaltungsdirektor) stehen. Chairman ist aktuell Ian Smith, Treasurer Fraser Thornton und Director Annabel Meikle. Darüber hinaus steht an der Spitze der Keepers of the Quaich noch ein auf jeweils zwei Jahre gewählter Grand Master (Ehrenvorsitzender); seit 2020 hat der amtierende Duke of Argyll diese Position inne. Außerdem verfügen die Keepers of the Quaich über eine Reihe so genannter „Patrons“, bei denen es sich durchwegs um schottische Adelige handelt. Derzeitige Patrone sind:
- The Right Honourable Andrew Bruce, Earl of Elgin & Kincardine, KT
- The Right Honourable Merlin Hay, Earl of Erroll
- Sarah Troughton
- The Right Honourable John Sinclair, Viscount Thurso
- The Right Honourable James Ramsay, Earl of Dalhousie OStJ
- Andrew Hope, Earl of Hopetoun
- His Grace Bruce Murray, Duke of Atholl OStJ
- His Grace David Carnegie, Duke of Fife
- John Stuart, Earl of Moray[12]

Auf nationaler Ebene ist sie in Chapter (Kapitel) gegliedert. Dem deutschen Chapter steht seit 2005 der Geschäftsführer der Destillerie Kammer-Kirsch (Karlsruhe), Gerald Erdrich, vor.

## Symbolik
Zentrales Symbol der Vereinigung ist der Quaich, eine flache, zweihenklige Schale, welcher in Schottland früher als Trinkgefäß gebräuchlich war. Ein überdimensionales, aus Silber gefertigtes Exemplar eines solchen Quaich wird in Blair Castle aufbewahrt. Die neuernannten Mitglieder von Keepers of the Quaich legen darüber ihr Treueversprechen ab.
Die Keepers of the Quaich verfügen über einen eigenen, amtlich registrierten und geschützten Tartan in den (an die Zutaten von Whisky erinnernden) Farben Blau (Wasser), Gold (Getreide) und Braun (Torf).